# Robert Wheeler Willson
Robert Wheeler Willson (* 20. Juli 1853 in West Roxbury, Massachusetts; † 1. November 1922 in Cambridge, Massachusetts) war ein US-amerikanischer Astronom an der Harvard University.
Willson machte sich um Entwicklung der Astronomie in Harvard, um die Verbesserung nautischer Instrumente und um die Grundlagen der Flugnavigation verdient. Er berechnete den Schöpfungstag des Maya-Kalenders (13.0.0.0.0 4 Ahau 8 Cumku) auf den 29. August 3512 v. Chr.
Robert Wheeler Willson erwarb 1873 einen Bachelor in Physik und Chemie an der Harvard University. Er arbeitete zunächst bei Benjamin Apthorp Gould am Observatorio Astronómico de Córdoba und am Harvard College Observatory und ab 1875 unter Joseph Winlock als Tutor für Physik in Harvard. 1878 gehörte er zu den Wissenschaftlern die in Fort Worth eine totale Sonnenfinsternis beobachteten. 1881 wechselte er an das Observatorium des Yale College, von wo aus er zur Beobachtung des Venustransits von 1882 ausgesendet wurde. 1884 ging Willson nach Deutschland und erwarb 1886 an der Julius-Maximilians-Universität Würzburg einen Dr. phil.
1891 wurde Willson Instructor in Harvard, 1899 ebendort Assistant Professor. 1903 erhielt er eine ordentliche Professur, 1919 wurde er emeritiert.
1896 wurde Willson in die American Academy of Arts and Sciences gewählt. Außerdem war er Fellow der American Association for the Advancement of Science.
Willson war seit 1881 mit Annie Downing West verheiratet.
An der Harvard University gibt es seit 1947 eine Robert-Wheeler-Willson-Professur für angewandte Astronomie. Aktuelle Inhaberin (Stand 2017) der Professur ist Alyssa A. Goodman.